# Pszichózis
A pszichózis (psychosis) – köznyelvi nevén elmebaj – az elmegyógyászatban használt fogalom, amelynek széles körű jelentése van: többnyire olyan pszichiátriai betegségekre alkalmazzák, amikor a beteg elveszti kapcsolatát a valósággal, téveszméi és hallucinációi vannak. 
Ugyanakkor a pszichózis kifejezés annak a jelzése, hogy az adott pszichiátriai állapot súlyossága olyan mértékű, hogy a személy elveszíti a valósággal való adekvát kapcsolatot.

## A pszichózis típusai
A fogalmat két nagy csoport elkülönítésére is használják: az organikus pszichózist az agy valamilyen betegsége okozza, míg a funkcionális pszichózis esetén szervi ok nem ismerhető fel. Ezenkívül betegségek esetén az érzelmekben bekövetkező minőségi változás leírására is használják, amikor éretlen szintű lesz a viselkedés, továbbá olyan helyzetekben, amikor a beteg visszahúzódik, és megszűnik a kapcsolata másokkal.
Súlyos érzelmi, gondolkodási, viselkedési és személyiségzavarok átfogó csoportja, amelyek a kívülálló számára megmagyarázhatatlan, „abnormális” élmény- és viselkedésmódokkal, a tapasztalatok objektív tartalmának és a szubjektív élmények megkülönböztetésére való részleges vagy teljes képtelenségével, a zavar belátásának hiányával, a kommunikációra való képesség és a társadalmi alkalmazkodás csökkenésével, valamint (végső esetekben) a személyiség teljes szétesésével járnak. A tünetek megnyilvánulhatnak rövid ideig is, de egy hosszabb ideig tartó folyamatban súlyosabb formát is ölthetnek. Eltérően a neurózisoktól, a pszichózisok felismerhető szervi, agyi elváltozások következményeinek tekinthetők vagy feltételezett testi okokból eredeztethetőek.